# Jens Jensen (landskabsarkitekt)
 For alternative betydninger, se Jens Jensen. (Se også artikler, som begynder med Jens Jensen)
Jens Jensen (13. september 1860 på Snedgården, Dybbøl – 1. oktober 1951 på The Clearing, Ellison Bay ved Lake Michigan, Wisconsin, USA) var en danskfødt amerikansk landskabsarkitekt, der i dag er berømt som en af USA's mest skelsættende landskabsarkitekter.
Jens Jensen var født i Sønderjylland som ældste søn af gårdejer Christian Jensen og Magdalene Sofie Petersen og blev uddannet på Vinding og Tune Landboskoler. De afviste hans valg af naboens datter Anne Marie som livspartner, og han afviste arvegården og rejste med hende til Amerika i 1884, hvor han blev gartner og senere overgartner og direktør for forskellige parker og anlæg i Chicago. Han var konsulterende landskabsarkitekt ved West-Parkerne i Chicago 1910-20, praktiserende landskabsarkitekt fra 1910 og æresdoktor ved Universitetet i Wisconsin.
Han var medlem af Chicago Parkråd 1901-14, af Chicago Kunstråd og af Chicago Kunstmuseums bestyrelse, sekretær i Illinois Kunstråd, grundlægger af og præsident for "The Clearing" og medlem af Academy of Sciences i Illinois og Chicago.
Han blev gift 27. oktober 1884 i Florida med Anne Marie Hansen (3. februar 1861 i Dybbøl – 4. november 1934 i Vilmotte, Illinois, USA), datter af husmand Christian Hansen og Margrethe Kathrine Hansen.